# Ladies Berry Classic's
Les Ladies Berry Classic’s sont deux courses cyclistes féminines qui se tenaient au centre de la France depuis 2004. 
Les deux épreuves étaient organisées deux jours de suite dans le Cher puis dans l'Indre. La Ladies Berry Classic’s Cher était l'une des épreuves de la Coupe de France féminine en 2009 et en 2010.

## Ladies Berry Classic’s Cher
| Année | Vainqueur                | Deuxième | Troisième |
| ----- | ------------------------ | -------- | --------- |
| 2004  | Élodie Touffet           |          |           |
| 2005  | Giorgia Bronzini         |          |           |
| 2006  | Liesbet De Vocht         |          |           |
| 2007  | Aurélie Halbwachs        |          |           |
| 2008  | Béatrice Thomas          |          |           |
| 2009  | Karine Gautard-Roussel   |          |           |
| 2010  | Christel Ferrier-Bruneau |          |           |

## Ladies Berry Classic’s Indre
| Année | Vainqueur              | Deuxième | Troisième |
| ----- | ---------------------- | -------- | --------- |
| 2004  | Jeannie Longo          |          |           |
| 2005  | Miho Oki               |          |           |
| 2006  | Isabelle Nguyen van Tu |          |           |
| 2007  | Magali Mocquery        |          |           |
| 2008  | Jeannie Longo          |          |           |
| 2009  | Course annulée         |          |           |